# 阿尔泰薹草
阿尔泰薹草（学名：[Carex altaica] 错误：{{Lang}}：文本有斜体标记（帮助））为莎草科薹草属下的一个种。分布于俄罗斯以及中国大陆的新疆等地，生长于海拔2,440米至2,600米的地区，一般生长在高山草地、沼泽以及河谷。

## 扩展阅读
- 維基物種上的相關：阿尔泰薹草